# Honda RC213V-S

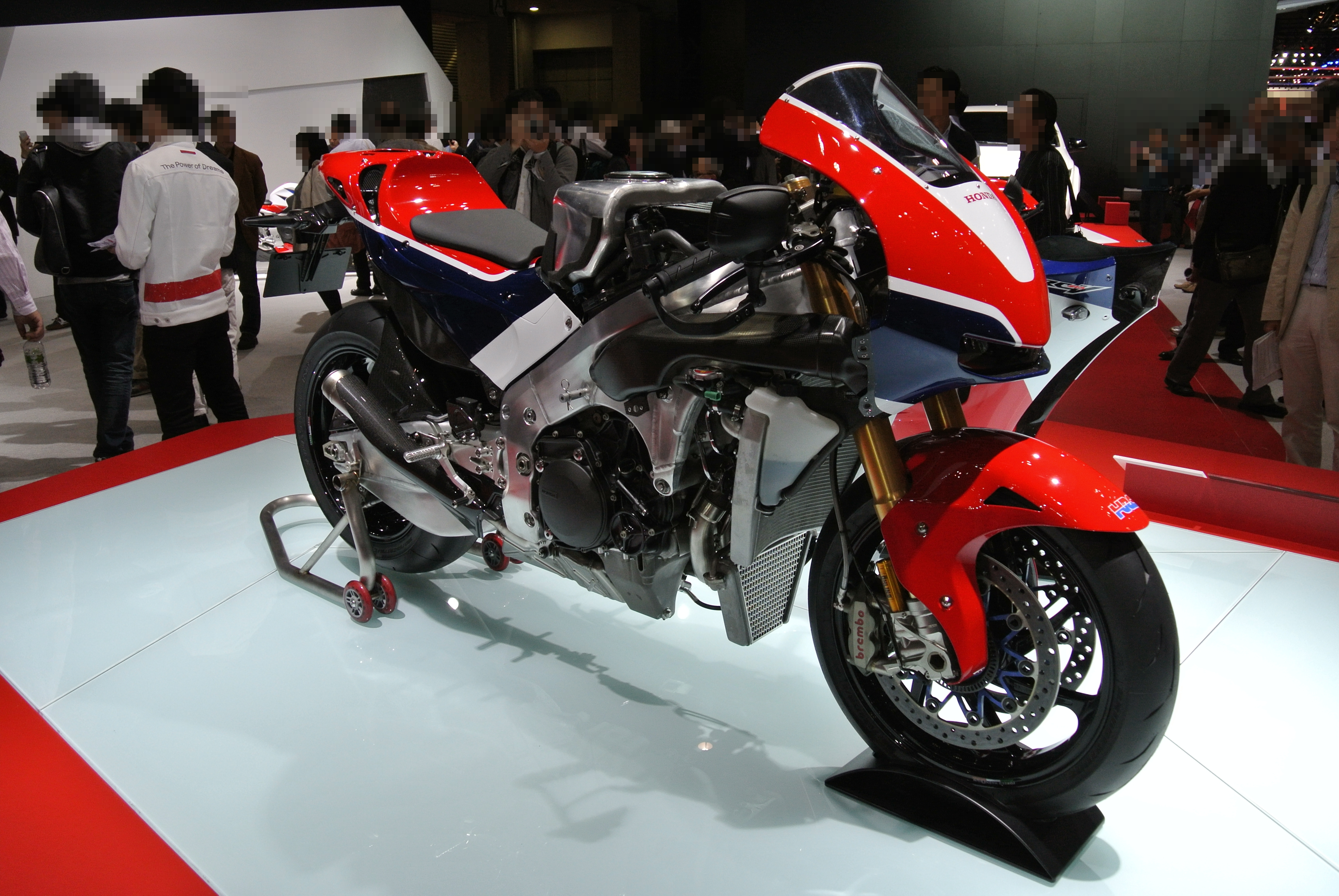
Honda RC213V-S

In 2015 kondigde Honda aan om een replica versie te gaan bouwen van de MotoGP motor waar Honda mee racet. Eind 2014 werd er op de EICMA in Milaan voor de eerste keer een concept van de RC213V-S getoond. Op 11 juni 2015 werd de straatlegale MotoGP versie officieel onthuld. Eind 2021 brak de Honda RC213V-S het record van de duurst geveilde Japanse motor toen er een exemplaar werd geveild met een verkoopprijs van £183.500, omgerekend bijna €220.000.

## Specificaties
De Honda RC213V-S is geschikt voor de openbare weg en moet daarom aan verschillende eisen voldoen. Mede daarom wordt de standaard versie geleverd met een maximaal vermogen van 159 pk. Het drooggewicht van de motor is 170 kilo en rijklaar 188 kilo. Het 999cc V4 motorblok komt grotendeels overeen met het motorblok dat in de MotoGP gebruikt worden. Echter zijn er wat aanpassingen gedaan om het blok betrouwbaarder en meer geschikt voor dagelijks gebruik te maken. Grootste veranderingen ten opzichte van de MotoGP-versie is de klepbediening. De gevoelige pneumatische klepbediening is vervangen door een klepbediening met veren. Daarnaast zijn de remschijven vervangen voor stalen exemplaren, terwijl de MotoGP-versie voorzien is van carbon remschijven, de zuigers zijn vervangen voor ondehoudsvriendelijkere exemplaren en de versnellingsbak geen seamless gearbox, zoals we die in de MotoGP wel zien.

## Sportkit
Er is ook een sportkit beschikbaar. Hiermee wordt het vermogen verhoogt naar 212 pk en een gewichtsbesparing van tien kilo. De kit bevat onder andere een titanium uitlaatsysteem waardoor de Euro3 norm niet meer van kracht is. Om die reden is de Honda RC213V-S uitgerust met een sportkit niet toegestaan op de openbare weg.